# Caren Pistorius
Caren Pistorius é uma atriz neozelandesa.